# Свободинский сельсовет (Курская область)
Свободинский сельсовет — сельское поселение в Золотухинском районе Курской области Российской Федерации.
Административный центр — местечко Свобода.

## История
Статус и границы сельского поселения установлены Законом Курской области от 21 октября 2004 года № 48-ЗКО «О муниципальных образованиях Курской области»

## Население
| 2002  | 2010  | 2012  | 2013  | 2014  | 2015  | 2016  |
| ----- | ----- | ----- | ----- | ----- | ----- | ----- |
| 3676  | ↘3343 | ↗3358 | ↗3361 | ↗3366 | ↘3355 | ↗3385 |
| 2017  | 2018  | 2019  | 2020  | 2021  |       |       |
| ↘3352 | ↘3301 | ↘3241 | ↘3178 | ↗3338 |       |       |

## Состав сельского поселения
| № | Населённый пункт | Тип населённого пункта           | Население |
| - | ---------------- | -------------------------------- | --------- |
| 1 | 2-я Воробьевка   | деревня                          | ↘116      |
| 2 | 3-е Уколово      | село                             | ↘41       |
| 3 | Долгое           | село                             | ↘245      |
| 4 | Дубовец          | деревня                          | ↘66       |
| 5 | Никулино         | деревня                          | ↘433      |
| 6 | Подазовка        | деревня                          | ↗186      |
| 7 | Свобода          | местечко, административный центр | ↘2256     |

## Археология
В 1965 году около деревни 2-я Воробьёвка нашли клад дирхамов с младшей монетой Мансура ибн Нуха (975/76 г.). В 1968 году С. С. Ширинский нашёл украшения, в том числе элитного для северян характера (серебряное семилучевое кольцо) и бочонковидную гирьку.